# Индустрија
Индустрија (од латинске речи industrius — вредноћа) представља вид производње добара или сродних услуга у оквиру привреде. Главни извор прихода групе или компаније је индикатор њене релевантне индустрије. Кад велика група има вишеструке изворе стварања прихода, сматра се да она делује у различитим индустријама. Прерађивачка индустрија је постала кључни сектор производње и радне снаге у Европским и Северно Америчким земљама током индустријске револуције, поремећујући раније меркантилистичке и феудалне привреде. Ово је проистекло из многих узастопних брзих напредака у технологији, као што су производња челика и угља.
Након индустријске револуције, око једне трећине производње светске привреде је долазило из производних индустрија. Многе развијене земље и многе развијајуће/полу-развијене земље (Индија итд.) у знатној мери зависе од производне индустрије. Индустрије земље у којима се налазе, и привреде тих земаља су међусобно повезане у комплексну мрежу међузависности.
Индустрија представља машинску прераду сировина и серијску производњу. У индустрију се убрајају све непољопривредне гране. Њен развој зависи од природних и друштвених услова. Природни услови су: природни ресурси којима земља располаже, размештај ресурса и количина ресурса. Друштвени услови су: човек и његова улагања.

## Подела индустрије
Индустрије се могу класификовати на више начина. На највишем нивоу, индустрија се често класификује према теорији три сектора у секторе: примарни (екстрактивни), секундарни (производни), и терцијарни (услуге). Неки аутори додају кватернарне (знање) или чак квинарне (култура и истраживање) секторе. Током времена, расподела индустрије датог друштава по секторима се мења. Испод економских сектора постоји много других детаљнијих индустријских класификација. Ови класификациони системи обично деле индустрије према сличним функцијама и тржиштима и идентификују предузећа која производе сличне производе.
Према предмету рада индустрија се дели на: екстрактивну индустрију и прерађивачку индустрију. Према врсти производа подела индустрије је следећа: тешка индустрија и лака индустрија. Гране тешке индустрије су: енергетика, рударство, металургија, хемијска индустрија, грађевинска индустрија. Гране лаке индустрије су: прехрамбена индустрија, текстилна индустрија, дрвна индустрија, дуванска индустрија, графичка индустрија, индустрија грађевинских материјала и индустрија коже и обуће.
Тржишно-базирани класификациони системи као што су: Глобални индустријски класификациони стандард и Индустријски класификациони бенчмарк се користе у финансијама и истраживању тржишта.
На локацију индустрије утичу фактори који се деле на класичне (географски положај, природни ресурси, радна снага, саобраћај и везе) и нове (технолошки услови производње, инфраструктура, тржиште, фактор инвестиција, заштита човекове средине). Што је нижи ниво економског развоја, утолико је више међу факторима размештаја заступљена класична група фактора.
Најуспешнија индустријска предузећа у датом сектору су најчешће или предузећа основана изразито великим капиталом, или предузећа иноватори, која су прва освојила неку нову технологију, процес или тржиште.
Индустрија је постала кључни сектор производње у европским и северно америчким земљама током индустријске револуције, која је изменила пређашње меркантилне и феудалне економије кроз низ великих технолошких напредака као што је изум парне машине. Индустријске земље су заузеле капиталистички економски курс. Железница и пароброди су омогућили јефтин превоз роба до раније практично недоступних удаљених тржишта, и омогућили приватним фирмама згртање великог богатства. Након индустријске револуције, око једне трећине светске економске производње је долазило из индустријског сектора - што је већи удео од удела пољопривредног сектора, али данас је услужни (такозвани терцијарни) сектор развијенији од индустријског.
Посебан вид индустрија је наменска индустрија.

### 
Међу мноштвом привредних класификација  је најкомплетнија систематска индустријска класификација. Ову класификацију је формулисао Статистичко одељење Уједињених нација.
ISIC је стандардна класификација економских активности уређена тако да се ентитети могу класификовати према активностима које обављају. Категорије у оквиру ове класификације на најдетаљнијем нивоу (класама) су објашњене у складу са оним што је у већини земаља уобичајена комбинација активности описаних у статистичким јединицама, имајући у виду релативан значај активности укључених у ове класе.
Док ISIC Rev.4 наставља да користи критеријуме као што су улаз, излаз и употреба произведених производа, знатнији нагласак је дат карактеру производног процеса при дефинисању и објашњавању ISIC класа.

## Индустријски развој
Индустријска револуција је довела до развоја фабрика за производњу у великим размерама, што је довело до консеквентних промена у друштву. Првобитно су фабрике функционисале на парни погон, али се касније прешло на струју када је развијена електрична мрежа. Механизована линија за монтажу је уведена како би се делови саставили на поновљив начин, са појединачним радницима који у току процеса обављају одређене кораке. То је довело до значајног повећања ефикасности, и снижавања трошкова завршног процеса. Касније се аутоматизација све више користи за замену људских оператера. Овај процес је убрзан развојем компјутера и робота.

## Деиндустријализација
Историјски одређене производне индустрије су се смањиле због различитих економских фактора, укључујући развој заменске технологије или губитак конкурентске предности. Пример првог је опадање производње кочија када је дошло до развоја масовне производње аутомобила.
Недавни тренд је миграција успешних, индустријализованих нација према постиндустријском друштву. Ово се манифестује повећањем сектора услуга на рачун производње, и развојем економије засноване на информацијама, тзв. информациона револуција. У постиндустријском друштву, произвођачи се премештају на профитабилније локације путем процеса офшоринга.
Мерења учинака и економских ефеката прерађивачких индустрија нису историјски гледано стабилна. Традиционално, успех је мерен бројем створених радних места. Сматра се да је смањени број запослених у производном сектору последица смањене конкурентности сектора, или да је последица оптимизације процеса. Повезано са том променом је побољшање квалитета произведене робе. Мада је могуће производити робу ниске технолошке сложености користећи радну снагу с ниским степенима стручности, способност производње високотехнолошких производа је генерално зависна од висококвалификованог особља.

## Друштво
Индустријско друштво се може дефинисати на више начина. Индустрија је важан део већине друштава и нација, те стога владе морају да имају неку врсту индустријске политике, којом се регулише индустријски пласман, индустријско загађење, финансирање и индустријски рад.

### Индустријски рад
У индустријском друштву, индустрија запошљава највећи део становништва. Ово се типично јавља у производном сектору. Синдикат је радничка организација који су се повезали да би остварили заједничке циљеве у кључним областима као што су плате, радно време и други услови рада. Синдикат, преко свог руководства, сарађује са послодавцем у име чланова синдиката и уговара радне одредбе са послодавцима. Овај покрет се првобитно јавио међу индустријским радницима.

### Рат
Индустријска револуција је променила начин ратовања, путем масовне производња наоружање и снабдевање, машинског транспорта, мобилизације, концепта тоталног рата и оружја за масовно уништење. Рани примери индустријског ратовања су били Кримски рат и Амерички грађански рат, али је његов пун потенцијал испољен током светских ратова. Погледајте и војно индустријски комплекс, индустрија оружја, војна индустрија и савремени рат.

## Списак земаља према индустријској производњи
| (01) Кина                                                                   | 4.566 |
| (—) Европска унија                                                          | 4.184 |
| (02) САД                                                                    | 3.602 |
| (03) Јапан                                                                  | 1.368 |
| (04) Немачка                                                                | 1.050 |
| (05) Индија                                                                 | 672   |
| (06) Јужна Кореја                                                           | 531   |
| (07) УК                                                                     | 505   |
| (08) Француска                                                              | 478   |
| (09) Италија                                                                | 442   |
| (10) Русија                                                                 | 424   |
| (11) Канада                                                                 | 424   |
| (12) Бразил                                                                 | 392   |
| (13) Индонезија                                                             | 376   |
| (14) Аустралија                                                             | 355   |
| (15) Мексико                                                                | 346   |
| (16) Шпанија                                                                | 312   |
| (17) Саудијска Арабија                                                      | 276   |
| (18) Турска                                                                 | 232   |
| (19) Тајланд                                                                | 191   |
| (20) Пољска                                                                 | 180   |
| Двадесет највећих земаља по индустријском производу 2016. године, према и . |       |

| Economy                | Двадесет највећих земаља по индустријском производу 2015. godine |
| ---------------------- | ---------------------------------------------------------------- |
| (01) САД               | 3.042.332                                                        |
| (02) Кина              | 2.837.667                                                        |
| (03) Јапан             | 1.415.551                                                        |
| (04) Немачка           | 889.336                                                          |
| (05) Индија            | 499.519                                                          |
| (06) УК                | 468.181                                                          |
| (07) Јужна Кореја      | 454.504                                                          |
| (08) Француска         | 415.400                                                          |
| (09) Канада            | 370.732                                                          |
| (10) Италија           | 369.751                                                          |
| (11) Мексико           | 365.959                                                          |
| (12) Русија            | 277.858                                                          |
| (13) Бразил            | 267.769                                                          |
| (14) Аустралија        | 261.385                                                          |
| (15) Саудијска Арабија | 256.969                                                          |
| (16) Шпанија           | 254.480                                                          |
| (17) Република Кина    | 204.109                                                          |
| (18) Индонезија        | 198.254                                                          |
| (19) Турска            | 177.586                                                          |
| (20) Пољска            | 141.921                                                          |

## Примарни сектор привреде
Примарни сектор привреде је сектор који директно користи природне ресурсе или искориштава природне ресурсе. Њиме су обухваћени пољопривреда, шумарство, риболов и рударство. У контрасту с тим, секундарни сектор се бави производњом добара, и терцијарни сектор пружа услуге. Производне индустрије које агрегирају, пакују, пречишћавају или прерађују сировине у близини примарних произвођача, обично се сматрају делом тог сектора, посебно ако је сировина неподесна за продају или представља потешкоће при транспорту на велике раздаљине.
Примарна индустрија је највећи сектор у земљама у развоју; на пример, сточарство је заступљеније у Африци него у Јапану. Рударство јужном Велсу у 19. веку може служити као пример сценарија у коме се економија ослања на један облик активности.
Канада је необична међу развијеним земљама у погледу важности њеног примарног сектора, пошто су логирање и нафтна индустрија две од најважнијих индустрија те земље. Међутим, задњих година је дошло до знатног умањења њихове примарне индустрије, те су Канађани постали у већој мери зависни од кватернарне индустрије.

### Пољопривреда
У развијеним земљама примарна индустрија је постала технолошки напредна, на пример механизација у пољопривреди уместо ручног сејања и убирања плодова. У развијенијим земљама се инвестира додатни капитал у примарна средства за производњу. На пример, у кукурузном појасу Сједињених Држава, комбајни беру кукуруз, и системи за прскање дистрибуирају велике количине insекticidа, herbicidа и fungicidа, чиме се омогућавају виши приноси него што би било могуће користећи технике са мањим улагањем капитала. Ови технолошки напреци и инвестиције омогућавају снижавање потреба за радном снагом у примарном сектору, и стога развијене земље имају мање проценте учешћа радне снаге у примарним активностима. У тим земљама је радна снага превасходно заступљена у секундарном и терцијарном сектору.
Развијене земље имају могућност даљег развоја њиховог примарног сектора захваљујући вишку богатства. На пример, пољопривредне субвенције Европске уније обезбеђују амортизациони простор за флуктуирајуће стопе инфлације и цене пољопривредних производа. То омогућава развијеном земљама извоз њихових пољопривредних производа по изузетно ниским ценама, то их чини екстремно конкурентним у односу на оне сиромашне или неразвијене земаља које одржавају политику слободног тржишта и ниске или непостојећих тарифа којим би се супротставиле. Такве разлике такође настају због ефикасније производње у развијеним економијама, с обзиром на пољопривредну механизацију, бољу информације доступне пољопривредницима, а често и веће размере производње.

### Списак земаља према пољопривредној производњи
| (01) Кина                                                                       | 1.088 |
| (02) Индија                                                                     | 413   |
| (-) Европска унија                                                              | 333   |
| (03) САД                                                                        | 290   |
| (04) Индонезија                                                                 | 127   |
| (05) Бразил                                                                     | 110   |
| (06) Нигер                                                                      | 106   |
| (07) Пакистан                                                                   | 63    |
| (08) Турска                                                                     | 62    |
| (09) Аргентина                                                                  | 59    |
| (10) Јапан                                                                      | 51    |
| (11) Египат                                                                     | 47    |
| (12) Тајланд                                                                    | 47    |
| (13) Русија                                                                     | 47    |
| (14) Аустралија                                                                 | 46    |
| (15) Мексико                                                                    | 43    |
| (16) Француска                                                                  | 42    |
| (17) Италија                                                                    | 41    |
| (18) Шпанија                                                                    | 39    |
| (19) Вијетнам                                                                   | 37    |
| (20) Иран                                                                       | 36    |
| Двадесет највећих земаља по пољопривредној производњи у 2015. години, према и . |       |